# Gallus gallus

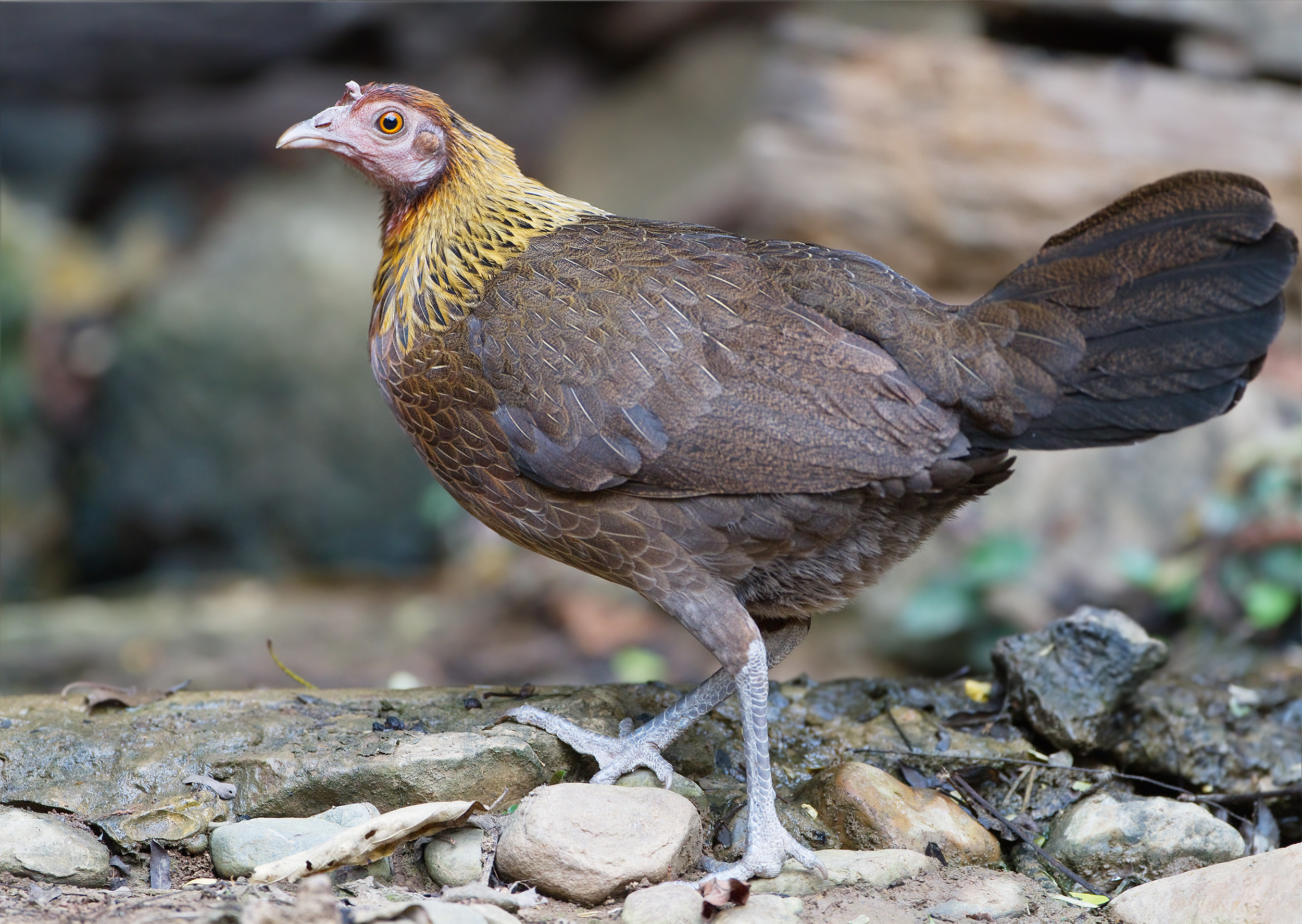
Una femmina.

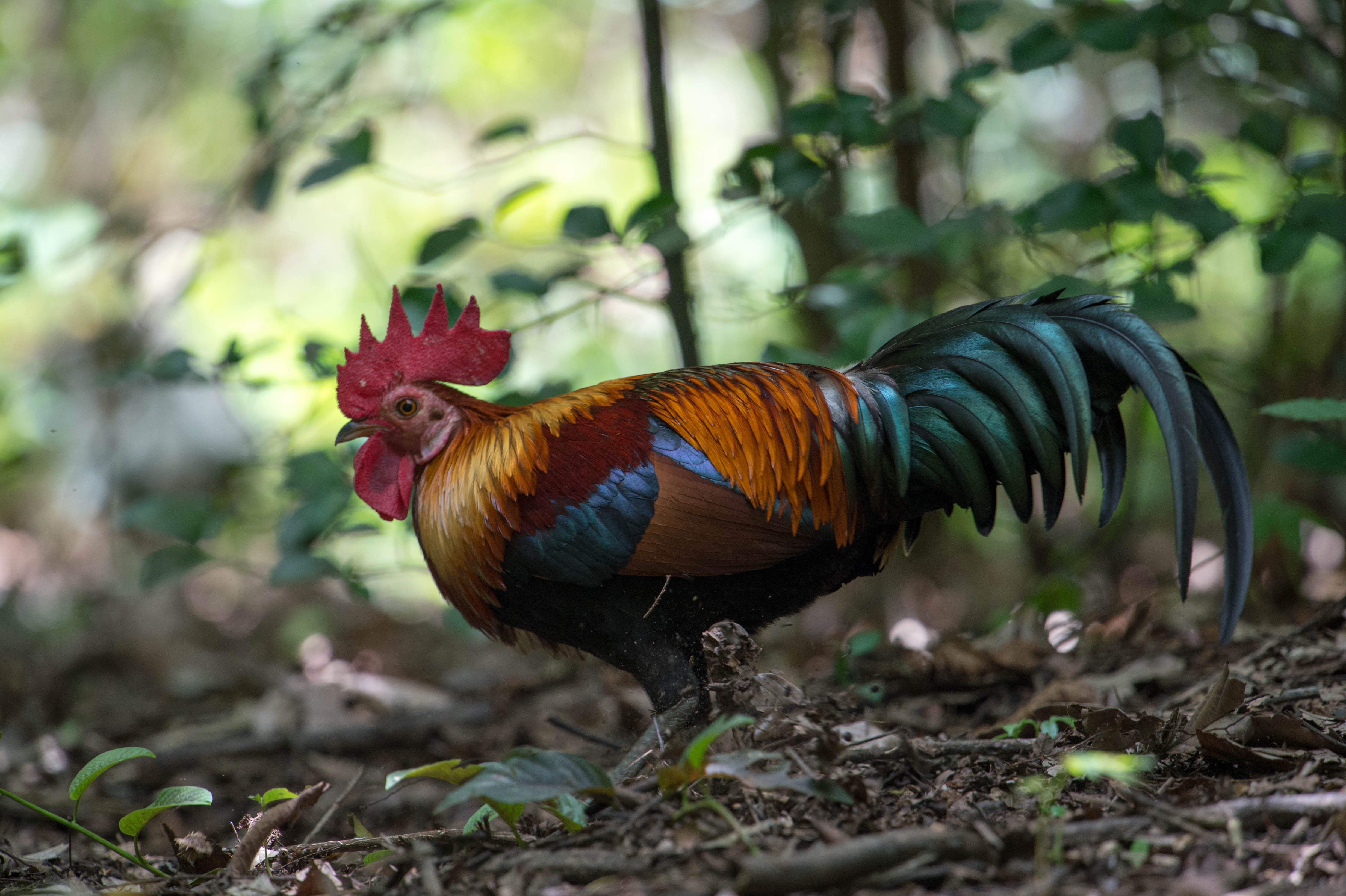
Un maschio.

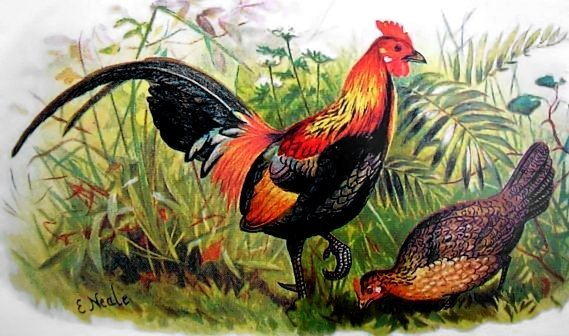
Coppia di galli bankiva.

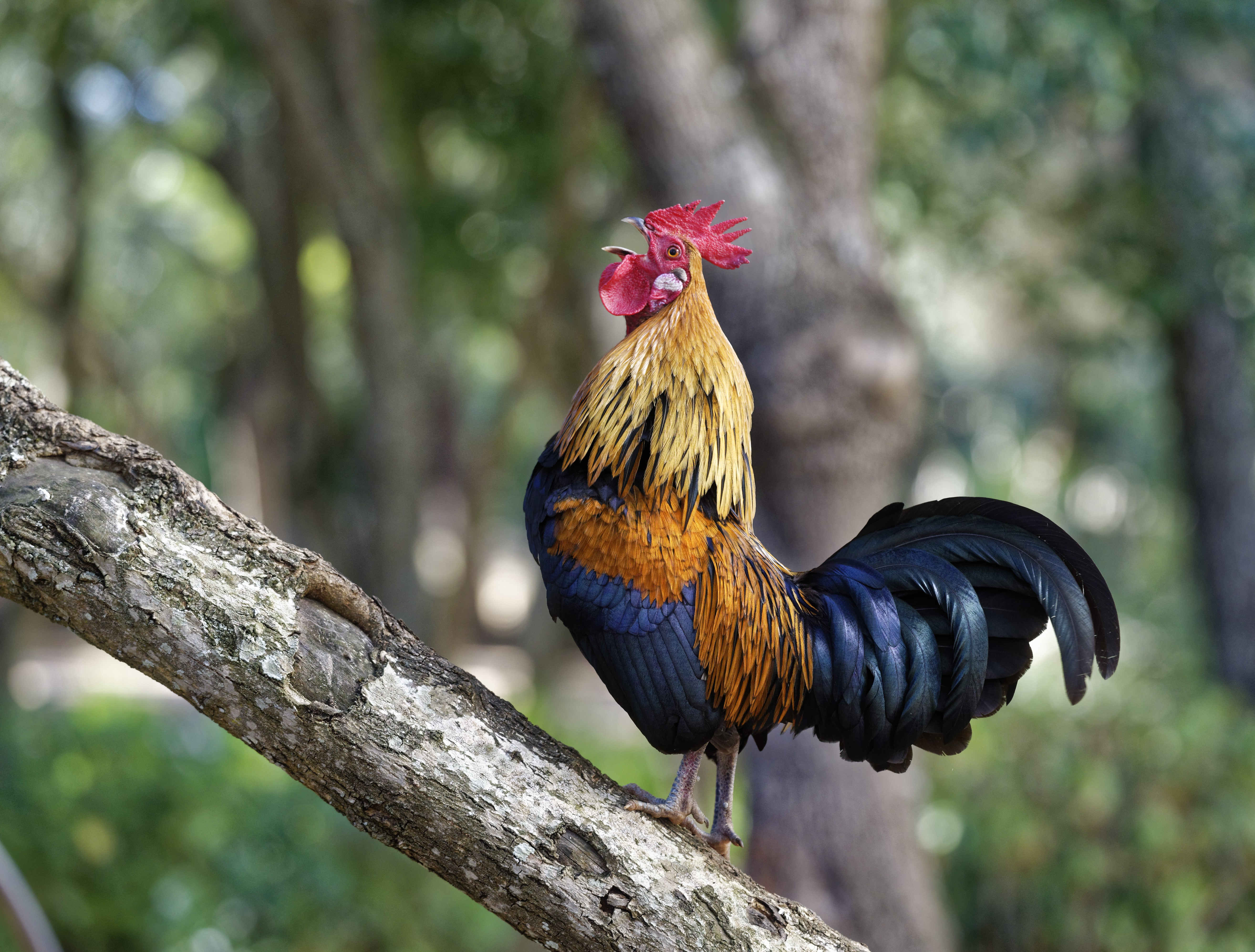
Un maschio su un ramo.

Il gallo bankiva (Gallus gallus Linnaeus, 1758) è un uccello galliforme della famiglia dei Fasianidi.

## Descrizione

### Dimensioni
Il maschio misura 65-78 cm di lunghezza per 672-1450 g di peso; la femmina 41-46 cm per 485-1050 g.

### Aspetto
I galli bankiva hanno uno spiccato dimorfismo sessuale, espresso da una forte differenza nel colore e nella forma delle penne e delle appendici carnose della testa (cresta e bargigli). Nel maschio il collo (durante la stagione riproduttiva) presenta abbondanti e piuttosto lunghe penne di prevalente colore arancio-rossiccio-dorato, complessivamente più sfumate di dorato chiaro nella parte centrale del collo e delle spalle; in alcune sottospecie queste sono marcate di scuro. Le parti dorsali del corpo sono sempre di colore aranciato. L'ala presenta penne remiganti rosso mattone aranciate con porzione distale nera, copritrici intermedie di colore verde scuro iridescente e piccole copritrici superiori di colore rosso scuro. La coda è di colore nero-verde scuro iridescente, con riflessi viola-blu, ed è costituita da alcune penne falciformi molto caratteristiche; sulla parte dorsale della base vi è una zona piumosa soffice di colore bianco. 
La parte superiore del petto è di colore rossiccio-aranciato. Quella inferiore e il ventre sono di colore nero lucente. La testa è ornata da una tipica cresta di colore rosso, da bargigli penduli dello stesso colore e da pelle facciale sempre rossa, che può essere bianca o biancastra-azzurrognola-violacea a livello degli «orecchioni» laterali in alcune sottospecie. Il becco è di colore grigio-corno-giallastro e l'iride è aranciata. Le zampe, piuttosto robuste, sono quelle tipiche dei galliformi razzolatori, dotate di quattro dita ben unghiate di cui tre rivolte in avanti ed una all'indietro. Le zampe sono di colore grigio o grigio-verdastro e sopra il «piede», posteriormente, sono dotate di uno sperone appuntito utilizzato dai maschi durante i combattimenti tra conspecifici.
La femmina ha un piumaggio più modesto, di colore bruno-marrone; le penne del collo, tuttavia, risultano comunque più dorate di quelle del resto del corpo. Il marrone del corpo, piuttosto omogeneo, ha un aspetto leggermente polveroso; la regione del petto appare più rossiccia e sono presenti delle piccole e sottili vergature più chiare sulle penne copritrici delle ali e sulle penne laterali del corpo. Le penne remiganti presentano una leggerissima macchiettatura scura e la coda è più nerastra. Il becco è grigio-corno e l'iride è bruno-marrone. Cresta e bargigli sono di dimensioni ridotte e non rossi, bensì di colore variabile dal rosa opaco al grigio scuro. L'insieme di questi caratteri, nelle femmine, determina un aspetto maggiormente criptico, fondamentale soprattutto durante la cova e l'allevamento della prole. Anche le femmine possono talvolta avere piccoli speroni più o meno abbozzati.
Le differenze tra le varie sottospecie di gallo bankiva sono maggiormente riconducibili alle differenze di colore, di forma e di lunghezza delle penne formanti il «camaglio» (vale a dire quelle del collo) durante il periodo della riproduzione. Queste differenze sono evidenziabili nel periodo riproduttivo perché questa specie presenta una livrea nuziale differente da quella indossata negli altri periodi dell'anno, nota come «piumaggio d'eclissi». La differenza tra le due livree si concentra a livello delle penne del collo: lunghe e variopinte (di colore rosso-giallo) durante il periodo di livrea nuziale e corte e scure (nere o nerastre opache) durante il periodo di livrea eclissale che compare dopo la muta estiva e permane da giugno a settembre. 
Nel periodo d'eclisse il maschio presenta anche cresta meno turgida e meno colorata e la perdita delle penne nastriformi del sopracoda che costituiscono una sorta di «scialle» dorso- e latero-caudale. Le penne del collo sono più rosse e arrotondate nella sottospecie G. g. bankiva, appuntite e marcate di scuro nella sottospecie G. g. murghi e di tipo intermedio nella sottospecie G. g. jabouillei, che presenta anche penne del collo e cresta piccole e assenza di bianco sui lobi a livello dell'orecchio; inoltre le femmine di quest'ultima sottospecie sono generalmente piuttosto scure rispetto a quelle delle altre sottospecie.

## Biologia
Durante l'inverno, maschi e femmine si raggruppano in bande, ma in primavera ogni maschio dominante si isola in un proprio territorio con una o più femmine. In ogni gruppo vige una rigida gerarchia, come dimostrato dai vari segnali esteriori di sottomissione messi in atto dagli esemplari di rango inferiore. I galli comuni sopportano tranquillamente la presenza di specie affini (fagiani e pavoni) quando vi è spazio a sufficienza per tutti. I maschi di gallo bankiva sono molto numerosi, ma ben pochi sono di razza pura, in quanto i contadini effettuano spesso incroci con le razze domestiche. La sola caratteristica essenziale che permette di distinguere a colpo sicuro un vero e proprio gallo selvatico da uno domestico o da un incrocio tra i due è la presenza, nell'esemplare selvatico, di una fase di piumaggio d'eclissi. Una volta avvenuto l'incrocio con una razza domestica, il fenomeno di doppia muta scompare e lo pseudo-gallo selvatico non effettua più di una sola muta all'anno, verso il mese di agosto. Per quanto riguarda le femmine, fatta eccezione per lo sviluppo molto debole degli attributi della testa, è ancora più difficile distinguere un'autentica gallina selvatica da una gallina domestica di razza nana o da un incrocio tra le due forme.

### Alimentazione
La sua dieta è varia: si nutre infatti sia di insetti, vermi e molluschi, che di semi (soprattutto di mais, soia e di ogni sorta di semi trovati a terra) e frutti. I galli bankiva sono del tutto incapaci di rilevare il gusto dolce. Al contrario, percepiscono benissimo il sapore del sale, ma mostrano poca attrazione per esso.

### Riproduzione

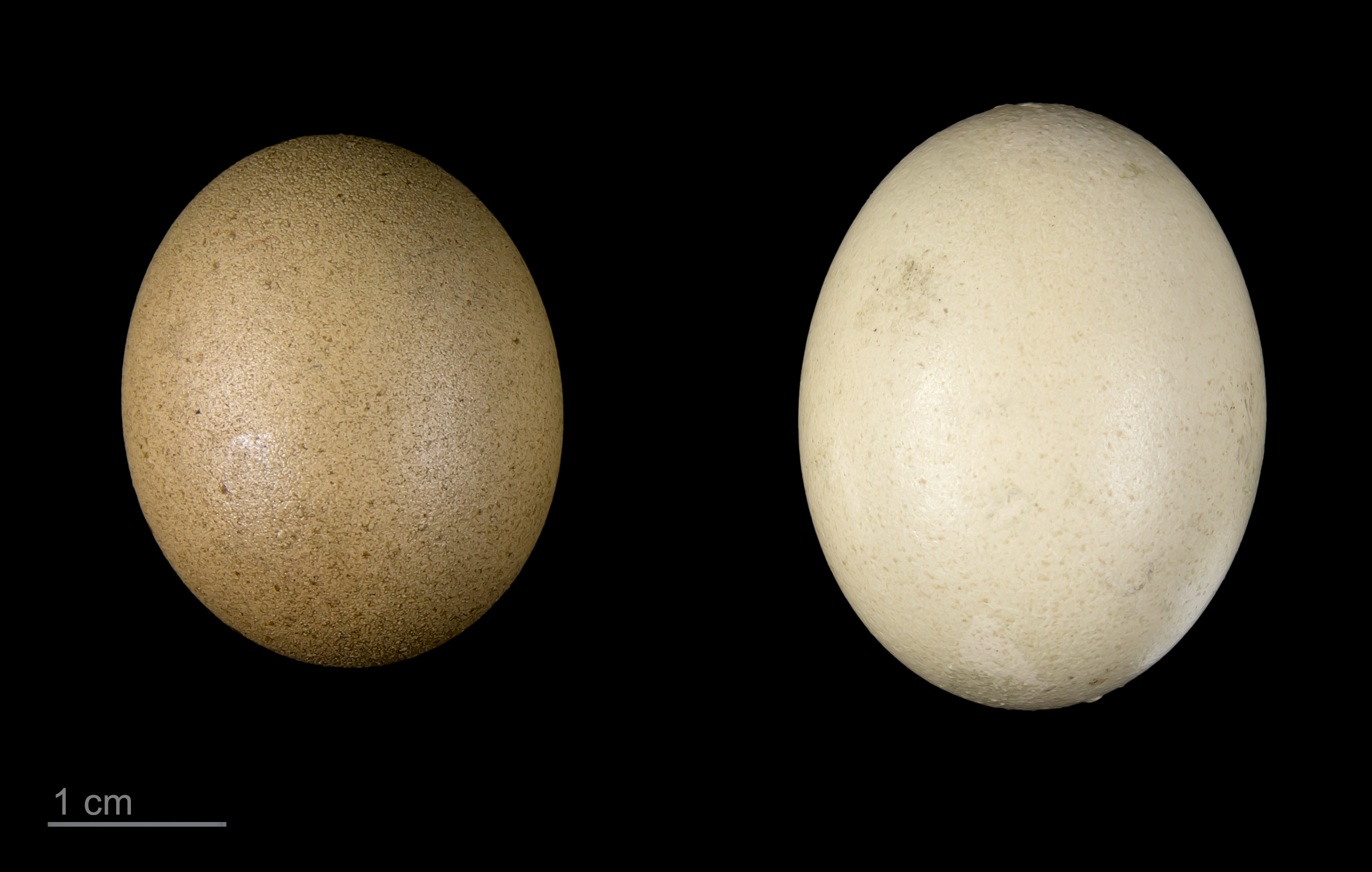
Gallus gallus

In India la stagione della riproduzione si verifica tra marzo e maggio. Il nido è una semplice depressione scavata nel terreno al riparo di un cespuglio. Viene foderato con erba e foglie secche. La femmina vi depone 5 o 6 uova. La durata dell'incubazione varia tra 18 e 21 giorni. Nel giro di quattro o cinque settimane i pulcini hanno acquisito la totalità del loro piumaggio. All'età di 12 settimane la madre li scaccia e sono costretti a disperdersi per formare un proprio gruppo o farsi adottare da un altro. I giovani maschi raggiungono la maturità sessuale a cinque mesi, mentre le giovani femmine devono attendere ancora un po'.

## Distribuzione e habitat
Abita le foreste, le boscaglie e le campagne fino a 1500 metri di altitudine sulle pendici dell'Himalaya. Il suo areale comprende l'India, le isole di Sumatra e di Giava, l'Indocina e il sud della Cina.

## Tassonomia
Ne esistono cinque sottospecie, che si differenziano tra loro per variazioni nelle dimensioni della cresta e dei bargigli, oltre che per la lunghezza e il colore delle piume che ornano il collo dei maschi:
- G. g. murghi (Robinson e Kloss, 1920), diffusa nel nord dell'India, in Nepal, Bhutan e Bangladesh;

- G. g. spadiceus (Bonnaterre, 1795), diffusa in una fascia di territorio compresa tra il nord-est dell'India e il sud della Cina, nonché nella penisola malese e nel nord di Sumatra;

- G. g. jabouillei (Delacour e Kinnear, 1928), diffusa dal sud della Cina al nord del Vietnam e del Laos;

- G. g. gallus (Linnaeus, 1758), diffusa nel sud del Myanmar e in tutta l'Indocina;

- G. g. bankiva (Temminck, 1813), endemica di Giava.

## Conservazione
La specie, globalmente intesa, non risulta essere minacciata, anche grazie alla sua capacità di adattamento; vive infatti in un'ampia varietà di habitat, incluse aree a vegetazione secondaria e ambienti artificiali come le piantagioni di palme da olio (Elaeis guineensis) e alberi della gomma (Hevea brasiliensis). In Thailandia il gallo bankiva è considerato ancora comune, nonostante sia vittima di continua persecuzione. In Indonesia esso è in calo a causa della caccia e della progressiva e rapida perdita di habitat. Non particolarmente comune a Giava, è più presente a Sumatra. In India è più stabile nelle aree protette, ma in calo in tutte le altre aree a causa del degrado ambientale e della caccia eccessiva. La specie era localmente comune in alcune aree del Nepal, ma negli ultimi anni la popolazione è declinata e sparita da alcune zone. In alcune aree del proprio habitat la specie è protetta, ma in molte altre la legge non prevede alcuna norma di protezione. Purtroppo la specie, in generale, corre gravi rischi d'estinzione a causa della presenza di polli domestici allevati liberamente ai margini delle foreste con le quali può facilmente ibridarsi.
Il gallo bankiva è stato addomesticato in Asia più di 5000 anni fa, dando origine alle varie forme domestiche (Gallus gallus domesticus); si è successivamente diffuso in tutto il mondo con una grandissima varietà di razze produttive (ed anche ornamentali) diventando l'animale più allevato a livello globale e la principale fonte di produzione di proteine di origine animale (carne e uova) per la specie umana. Il gallo bankiva, forse anche a causa della somiglianza con alcune razze domestiche da esso derivate, non è molto presente negli aviari ornamentali e quando presente è spesso allevato con grado di purezza incerta.